# Sally Carrera
Sally Carrera este unul dintre personajele care a apărut în filmele animate Mașini, Mașini 2 și Mașini 3. Vocea personajului este interpretată de Bonnie Hunt.